# 바르샤바 국제 영화제

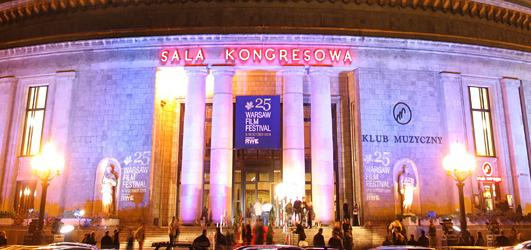

바르샤바 국제 영화제(폴란드어: Warszawski Międzynarodowy Festiwal Filmowy, 영어: Warsaw International Film Festival)는 폴란드 바르샤바에서 매년 가을에 열리는 국제 영화제이다. 1985년에 처음 개최되었다.